# دانبري (ويسكونسن)
دانبري (بالإنجليزية: Danbury)‏ هي منطقة غير فرديَّة (غير مُتحدة)
مخصصةٌ للتعداد السكاني في مقاطعة بورنيت، ويسكونسن، الولايات المتحدة. تقع في الركن الجنوبي الغربي من مدينة سويس. رمزها البريدي هو 54830. اعتبارًا من تعداد 2010، كان عدد سكانها 172.